# Takatsuki
Takatsuki (高槻(市) Takatsuki(shi?) è una città giapponese della prefettura di Ōsaka.